# Hot Chocolate
Hot Chocolate is een Britse discoband die in 1968 werd opgericht door de op Jamaica geboren zanger Errol Brown (1943-2015). De band was vooral succesvol in de jaren 70 en 80 en scoorde tussen 1970 en 1984 ieder jaar een hit.

## Geschiedenis

### 1969–1987
Brown begon zijn muziekcarrière met het maken van een reggaeversie van John Lennons Give Peace a Chance, maar er werd hem verteld, dat hij toestemming nodig had. Tot Browns verbazing werd hij benaderd door Apple Records, aangezien John Lennon zijn versie goed vond en kreeg vervolgens een contract aangeboden bij Apple Records. De bandnaam The Hot Chocolate Band werd verzonnen door Apple-medewerkster Mavis Smith, maar de naam werd al snel afgekort.
Nadat het contract met Apple ten einde liep (mede door het uiteenvallen van The Beatles) werkte de band samen met producent Mickie Most aan vele singles, waaronder Love Is Life (1970), Brother Louie (1973), en hun eerste grote hit, Emma (1974), waarbij geleidelijk hun karakteristieke funky geluid ontstond. Tijdens de daaropvolgende discoperiode begon de band ook in de Verenigde Staten hits te scoren, zoals You Sexy Thing (1975), So You Win Again (1977), Every 1's a Winner (1978), No Doubt About It (1980), Girl Crazy (1982) en It Started with a Kiss (ook 1982).
Ondertussen verliet basgitarist Tony Wilson in 1975 de groep omdat hij het niet eens was met de verzoeting en vercommercialisering van de sound die Errol Brown voorstond. Wilson scoorde in 1977 één hit in de Benelux, I like your style.
Na de single Heartache No. 9 (1986) verlieten ook Errol Brown en toetsenist Larry Ferguson de groep. Brown begon een solocarrière en had in 1987 een bescheiden hit met Personal touch; de successen van Hot Chocolate wist hij niet te evenaren.
Ben Liebrand maakte in 1987 remixes van twee oude Hot Chocolate hits;  You Sexy Thing (Extended Replay Remix)  en  Every 1's a winner (Sexy Remix) . Liebrand maakte tevens een combinatie-remix van deze twee hits genaamd  Two In a Bed   voor de Disco Mix Club. You Sexy Thing stond 29 weken genoteerd in de Nationale Hitparade, met als hoogtepunt de 29e plaats.

### 1992-nu
Bassist Patrick Olive, gitarist Hainsley Illis en drummer Tony Connor begonnen een nieuwe Hot Chocolate met Greg Bannis als vervanger van Errol Brown; Bannis deed eerder mee aan de Britse versie van de Soundmixshow. Deze bezetting kwam in 1992 naar Nederland voor een concert op het Goud van Oud-festival en bracht in 1993 na tien jaar een nieuw album uit; Strictly dance.
In de tweede helft van de jaren negentig werden You Sexy thing (1997) en It started with a kiss (1998) opnieuw hits; Errol Brown deed de promotie. In 2003 werd Brown onderscheiden met een benoeming tot Lid in de Orde van het Britse Rijk en in 2004 de Ivor Novello Award voor zijn bijdrage aan de Britse muziek.
Op 6 mei 2015 overleed Errol Brown op de Bahama's  op 71-jarige leeftijd aan leverkanker. 
Ondertussen verliet Bannis de groep in 2010 voor een solocarrière; hij werd vervangen door Errol Brown-lookalike Kennie Simon. In 2018 kwam Hot Chocolate naar Nederland voor een optreden op Parkpop

## Discografie

### Albums
| Album met eventuele hitnotering(en) in de Nederlandse Album Top 100 | Datum van verschijnen | Datum van binnenkomst | Hoogste positie | Aantal weken | Opmerkingen   |
| ------------------------------------------------------------------- | --------------------- | --------------------- | --------------- | ------------ | ------------- |
| Hot Chocolate                                                       | 1975                  | -                     |                 |              |               |
| Man to man                                                          | 1976                  | -                     |                 |              |               |
| Greatest hits                                                       | 1976                  | -                     |                 |              | Verzamelalbum |
| Every 1's a winner                                                  | 1978                  | 13-05-1978            | 14              | 8            |               |
| 20 Greatest hits                                                    | 1980                  | 22-03-1980            | 3               | 24           | Verzamelalbum |
| 20 Hottest hits                                                     | 1980                  | 19-04-1980            | 25              | 7            | Verzamelalbum |
| Mystery                                                             | 1982                  | 09-10-1982            | 28              | 3            |               |
| Love shot                                                           | 1983                  | 29-10-1983            | 41              | 2            |               |
| The very best of Hot Chocolate                                      | 1987                  | -                     |                 |              | Verzamelalbum |
| Platinum (The very best of)                                         | 1993                  | 09-10-1993            | 9               | 18           | Verzamelalbum |

### Singles
| Single met eventuele hitnotering(en) in de Nederlandse Top 40 | Datum van verschijnen | Datum van binnenkomst | Hoogste positie | Aantal weken | Opmerkingen                                                                            |
| ------------------------------------------------------------- | --------------------- | --------------------- | --------------- | ------------ | -------------------------------------------------------------------------------------- |
| Give Peace a Chance                                           | 1969                  | 10-10-1969            |                 | -            | Hot Chocolate Band                                                                     |
| Love Is Life                                                  | 1970                  | 26-09-1970            | tip3            | -            |                                                                                        |
| Brother Louie                                                 | 1973                  | 09-06-1973            | tip15           | -            |                                                                                        |
| Emma                                                          | 1974                  | 25-05-1974            | 3               | 13           | #2 in de Nationale Hitparade                                                           |
| Cheri Babe                                                    | 1975                  | 01-02-1975            | 13              | 6            | #10 in de Nationale Hitparade                                                          |
| You Sexy Thing                                                | 1975                  | 20-12-1975            | 5               | 7            | #5 in de Nationale Hitparade / Alarmschijf                                             |
| So You Win Again                                              | 1977                  | 16-07-1977            | 7               | 9            | #5 in de Nationale Hitparade                                                           |
| Put Your Love in Me                                           | 1978                  | 21-01-1978            | 28              | 5            | #20 in de Nationale Hitparade                                                          |
| Every 1's a Winner                                            | 1978                  | 22-04-1978            | 6               | 10           | #10 in de Nationale Hitparade                                                          |
| I'll Put You Together Again                                   | 1979                  | 06-01-1979            | 11              | 8            | #14 in de Nationale Hitparade                                                          |
| Mindless Boogie                                               | 1979                  | 16-06-1979            | tip7            | -            | #46 in de Nationale Hitparade                                                          |
| Going Through the Motions                                     | 1979                  | 22-09-1979            | tip12           | -            | #49 in de Nationale Hitparade                                                          |
| No Doubt About It                                             | 1980                  | 14-06-1980            | 14              | 6            | #9 in de Nationale Hitparade                                                           |
| Gotta Give Up Your Love                                       | 1981                  | 07-03-1981            | tip11           | -            | #42 in de Nationale Hitparade                                                          |
| You'll Never Be So Wrong                                      | 1981                  | 20-06-1981            | 23              | 7            | #15 in de Nationale Hitparade                                                          |
| Girl Crazy                                                    | 1982                  | 15-05-1982            | 2               | 10           | #4 in de Nationale Hitparade / #2 in de TROS Top 50                                    |
| It Started with a Kiss                                        | 1982                  | 31-07-1982            | 4               | 9            | #7 in de Nationale Hitparade / #3 in de TROS Top 50 / Veronica Alarmschijf Hilversum 3 |
| What Kinda Boy You Looking for (Girl)                         | 1983                  | 14-05-1983            | 21              | 5            | #17 in de Nationale Hitparade                                                          |
| Tears on the Telephone                                        | 1983                  | 01-10-1983            | 14              | 5            | #18 in de Nationale Hitparade / Veronica Alarmschijf Hilversum 3                       |
| You Sexy Thing (Remix)                                        | 1987                  | -                     |                 |              | #56 in de Nationale Hitparade Top 100                                                  |
| Every 1's a Winner (Remix)                                    | 1987                  | -                     |                 |              | #59 in de Nationale Hitparade Top 100                                                  |

| Single met hitnotering(en) in de Vlaamse Ultratop 50 | Datum van verschijnen | Datum van binnenkomst | Hoogste positie | Aantal weken | Opmerkingen              |
| ---------------------------------------------------- | --------------------- | --------------------- | --------------- | ------------ | ------------------------ |
| Emma                                                 | 1974                  | -                     |                 |              | #3 in de Radio 2 Top 30  |
| Cheri Babe                                           | 1975                  | -                     |                 |              | #15 in de Radio 2 Top 30 |
| You Sexy Thing                                       | 1975                  | -                     |                 |              | #9 in de Radio 2 Top 30  |
| So You Win Again                                     | 1977                  | -                     |                 |              | #5 in de Radio 2 Top 30  |
| Put Your Love in Me                                  | 1978                  | -                     |                 |              | #29 in de Radio 2 Top 30 |
| Every 1's a Winner                                   | 1978                  | -                     |                 |              | #23 in de Radio 2 Top 30 |
| I'll Put You Together Again                          | 1979                  | -                     |                 |              | #13 in de Radio 2 Top 30 |
| No Doubt About It                                    | 1980                  | -                     |                 |              | #23 in de Radio 2 Top 30 |
| Gotta Give Up Your Love                              | 1981                  | -                     |                 |              | #18 in de Radio 2 Top 30 |
| Girl Crazy                                           | 1982                  | -                     |                 |              | #1 in de Radio 2 Top 30  |
| It Started with a Kiss                               | 1982                  | -                     |                 |              | #1 in de Radio 2 Top 30  |
| What Kinda Boy You Looking For (Girl)                | 1983                  | -                     |                 |              | #9 in de Radio 2 Top 30  |
| Tears on the Telephone                               | 1983                  | -                     |                 |              | #5 in de Radio 2 Top 30  |

### NPO Radio 2 Top 2000
| Nummers met noteringen in de NPO Radio 2 Top 2000 | '99  | '00  | '01  | '02  | '03  | '04  | '05  | '06  | '07  | '08  | '09  | '10  | '11  | '12  | '13  | '14  | '15  | '16  | '17  |
| ------------------------------------------------- | ---- | ---- | ---- | ---- | ---- | ---- | ---- | ---- | ---- | ---- | ---- | ---- | ---- | ---- | ---- | ---- | ---- | ---- | ---- |
| Emma                                              | 863  | 811  | 1078 | 1003 | 581  | 872  | 1055 | 1120 | 1175 | 965  | 1264 | 1203 | 1630 | 1978 | 1669 | 1531 | 1590 | 1465 | 1969 |
| It Started with a Kiss                            | 1526 | -    | 1690 | 1280 | 1993 | 1522 | 1824 | 1552 | 1947 | 1692 | -    | 1867 | -    | -    | -    | -    | -    | -    | -    |
| So You Win Again                                  | 1419 | 1948 | -    | 1635 | -    | -    | -    | -    | -    | -    | -    | -    | -    | -    | -    | -    | -    | -    | -    |
| You sexy thing                                    | -    | -    | -    | -    | -    | 1698 | -    | -    | -    | -    | -    | -    | -    | -    | -    | -    | -    | -    | -    |

1. ↑  Een '-' betekent dat het nummer niet was genoteerd en een vetgedrukt getal geeft de hoogste notering van een nummer aan.
2. ↑  Deze tabel is bijgewerkt tot en met de laatste editie (2024).